# هندرسون (تنسی)
هندرسون(به انگلیسی: Henderson) شهری در ایالت تنسی کشور ایالات متحده آمریکا است که جمعیت آن در سرشماری سال ۲۰۱۰ میلادی، ۶٬۳۰۹ نفر بوده‌است.